# Acrosathe obsoleta
Acrosathe obsoleta är en tvåvingeart som beskrevs av Lyneborg 1986. Acrosathe obsoleta ingår i släktet Acrosathe och familjen stilettflugor. Inga underarter finns listade i Catalogue of Life.